# Wangyuan
Wangyuan (kinesiska: 望远, 望远镇) är en köping i Kina. Den ligger i den autonoma regionen Ningxia, i den nordvästra delen av landet, nära eller i regionhuvudstaden Yinchuan. Antalet invånare är 42 022. Befolkningen består av 19 280 kvinnor och 22 742 män. Barn under 15 år utgör 17,0 %, vuxna 15-64 år 77 %, och äldre över 65 år 5,0 %.
Genomsnittlig årsnederbörd är 307 millimeter. Den regnigaste månaden är juli, med i genomsnitt 80 mm nederbörd, och den torraste är december, med 1 mm nederbörd.